# 包公墓
包公墓全称包孝肃公墓园，是包拯（999-1062）及其夫人董氏、子孙的墓葬，位于安徽省合肥市，原在东郊大兴集（瑶海区大兴镇），1987年迁葬于包河区包公街道包河社区包河南畔的芜湖路72号，紧邻包公祠。
1956年，包孝肃公墓园曾列为安徽省文物保护单位。1973年合钢二厂扩建时发掘，因此在1982年重新核定省保单位时取消。1987年迁葬于包公祠旁。2004年12月31日，迁建后的包公墓，列为第三批合肥市文物保护单位。。

## 历史
宋仁宗嘉祐七年五月二十五日（1062年）,包拯在开封去世，享年六十四岁，次年归葬家乡庐州合肥大兴集。 
南宋建炎三年（1129年），金兵占领庐州，盗掘破坏了包公墓。包氏后裔将包公遗骨从墓室中迁出，安葬在夫人董氏墓中。包公诞辰200周年（1199年）时，南宋官员重修包公墓。
文化大革命期间，1973年3月，合肥钢铁二厂扩建，位于该厂附近的包公墓必须迁走，当时由省博物馆对包公墓进行清理发掘，历时四个月，共发掘包拯家族墓12座，4座砖室墓，8座土坑墓。出土墓志六方，分别属于包公和夫人董氏、大儿媳崔氏、次子包绶、次儿媳文氏和长孙包永年，以及瓷器、银器、铜器、陶器共计50余件。当时包拯老家肥东文集拒绝安葬包拯及其子孙的遗骨，最后只能存放在包公第三十四世孙包遵元家山墙的披厦内。1975年冬，他们将11个红陶罐装置的遗骨偷葬于肥东文集。十多年后，才发现遗骨大部分已经腐烂。
1985年开始对包公墓园进行重建，1987年建成，将省博物馆吴兴汉用于研究的20块包拯遗骨放入棺木中，另有15块保存在省博物馆。重建的墓园占地3公顷，建筑面积1500平方米，由古建筑家潘谷西设计，按宋《营造法式》建造。主要建筑物有照壁、子母双石阙、神道碑、祁门、望柱、石像生、享堂、包拯墓等。

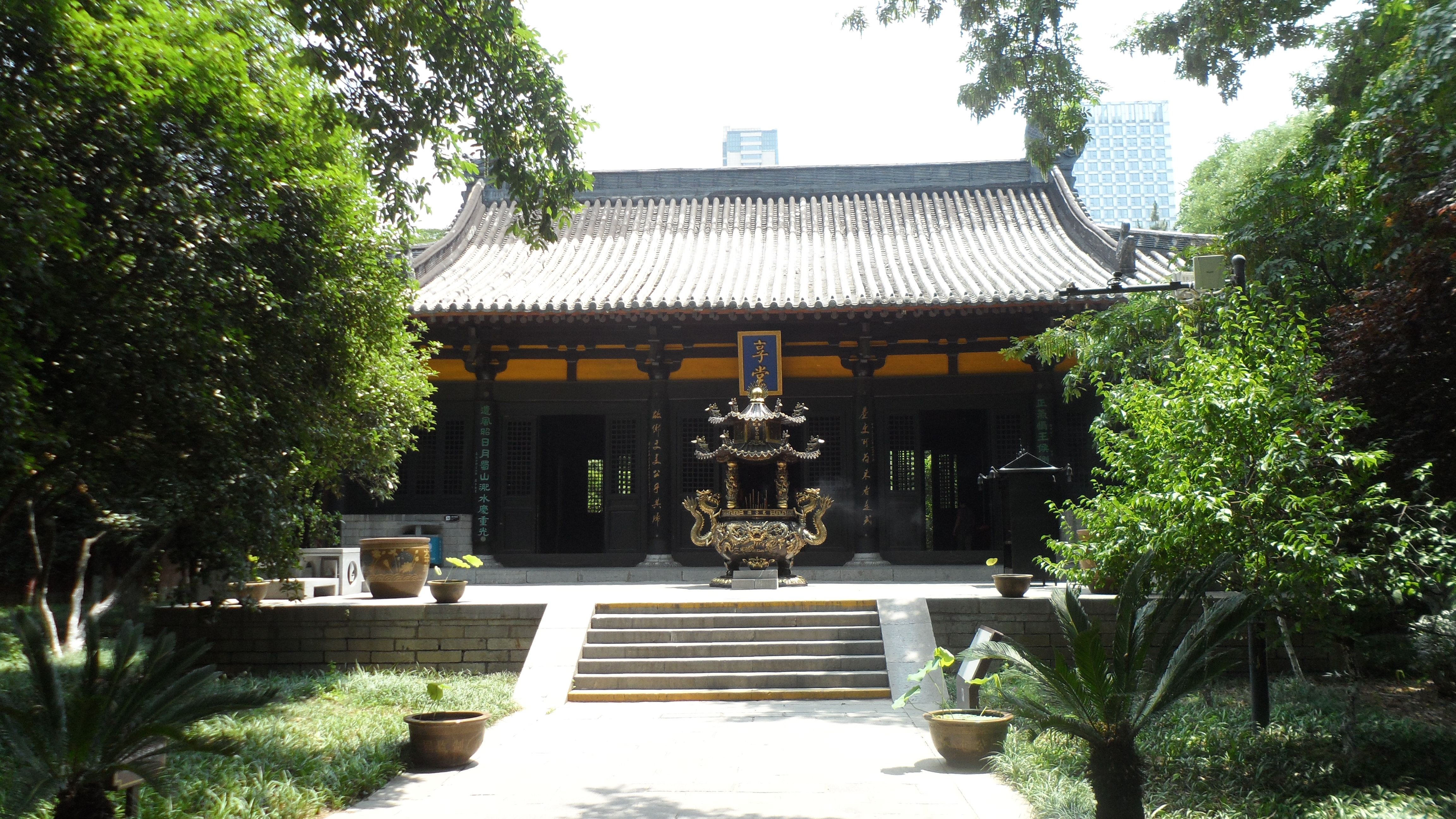
享堂
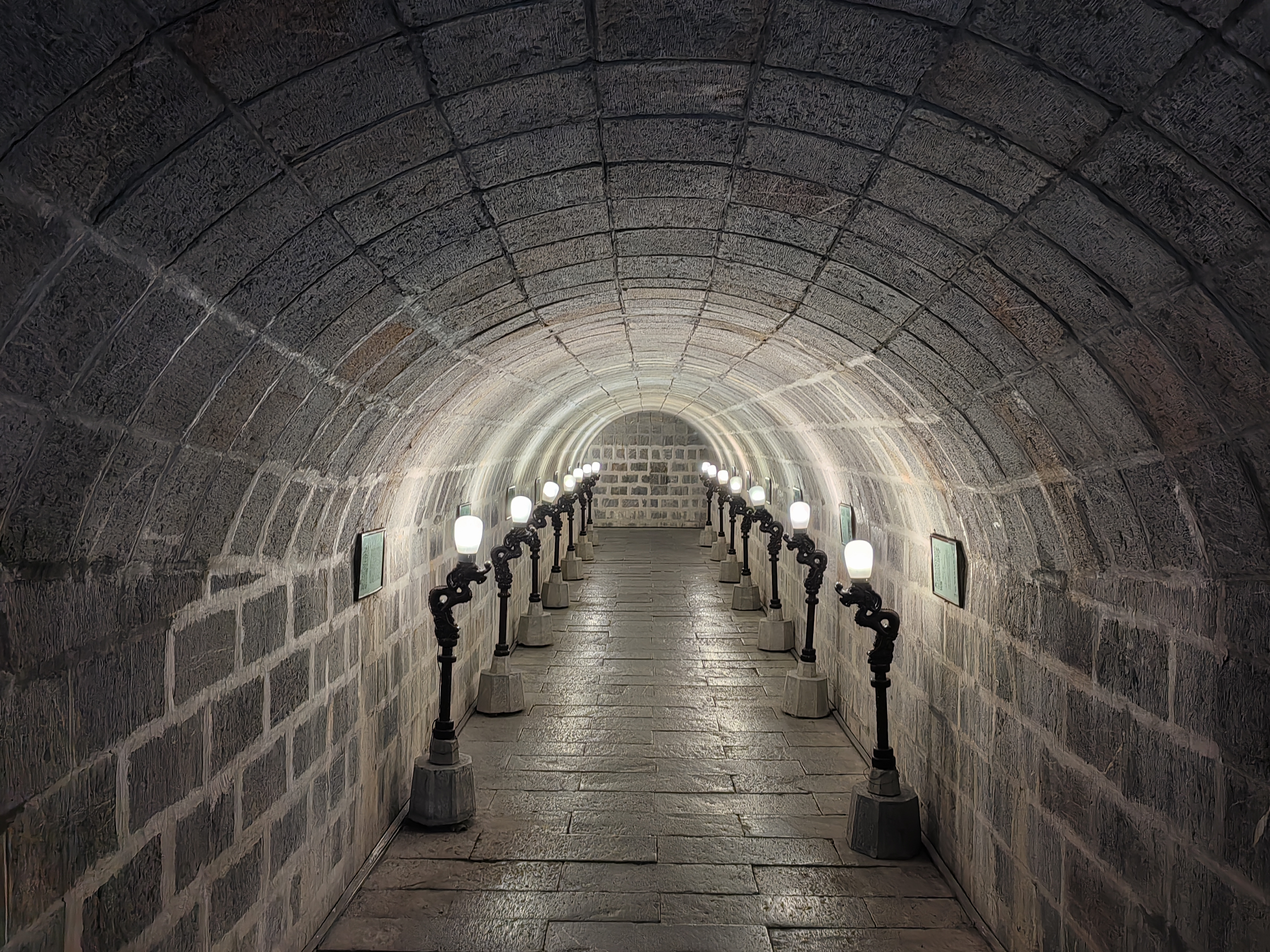
墓道
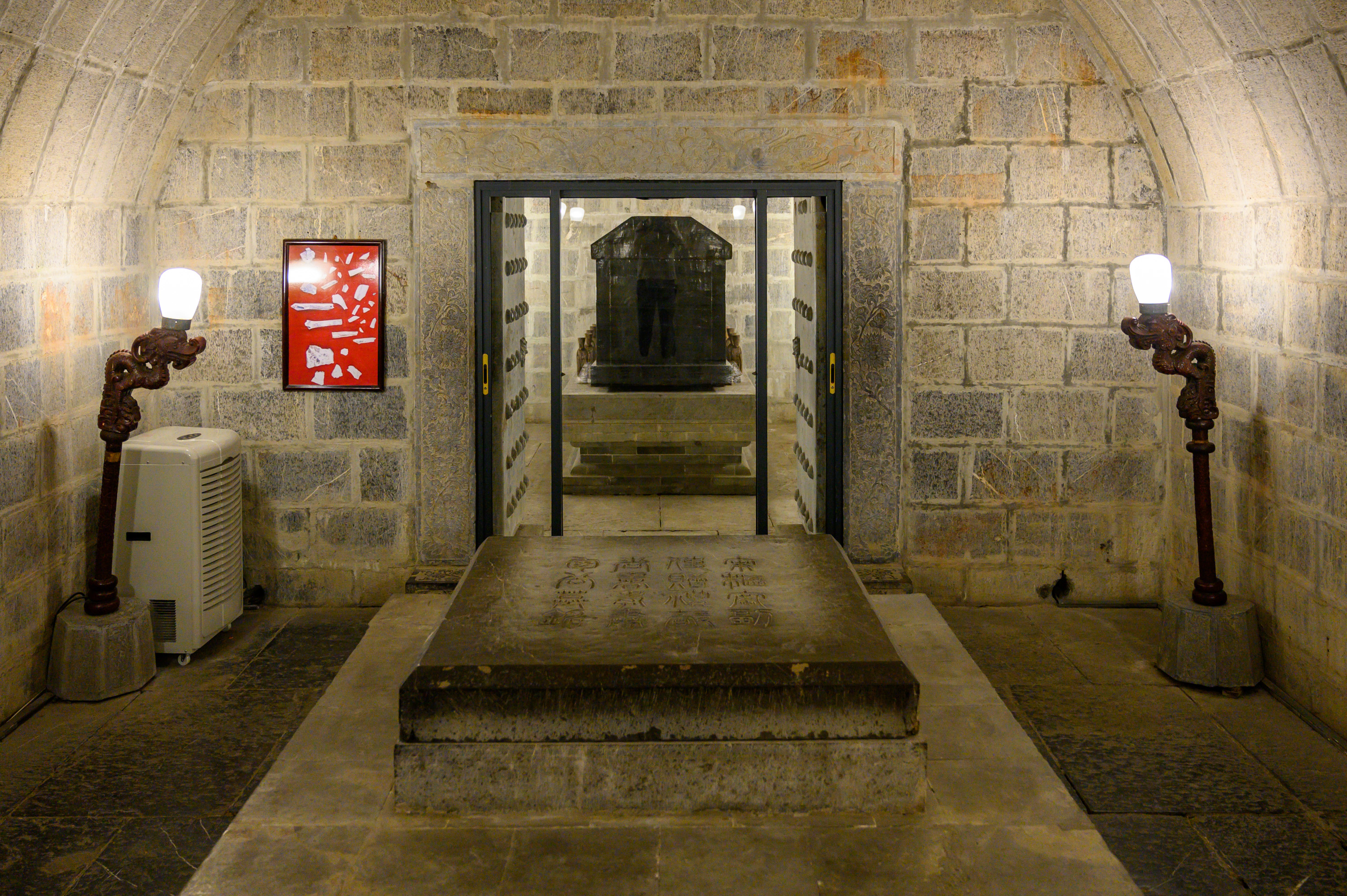
墓室